# Xiangyuan
Xiangyuan (襄垣县,  Xiāngyuán Xiàn) ist ein chinesischer Kreis, der zum Verwaltungsgebiet der bezirksfreien Stadt Changzhi in der chinesischen Provinz Shanxi gehört. Die Fläche beträgt 1.167 Quadratkilometer und die Einwohnerzahl 260.081 (Stand: Zensus 2020). 1999 zählte Xiangyuan 242.195 Einwohner.